# Édouard Frendo
Pas d'image ? Cliquez ici
Édouard Frendo, né à Sfax (Tunisie) le 15 janvier 1910 et mort à Vicence (Italie) le 2 juillet 1968 dans un accident de la route, est un alpiniste français qui a ouvert de nombreuses voies dans les massifs des Écrins et du Mont-Blanc.  

## Biographie
Né à Sfax et élevé à Marseille, il décide plus tard de vivre en montagne. C'est ainsi qu'il est breveté guide de la Société des Touristes du Dauphiné en 1932, puis du Club alpin français en 1935, et enfin à la Compagnie des guides de Chamonix en 1939. Il a été un des premiers guides étrangers à la vallée de Chamonix membre de la Compagnie des guides de Chamonix.
Dès lors, Frendo réalise une série de premières remarquables dans le massif des Écrins (en 1935, face nord de la Tour Carrée de Roche Méane, face sud des Rouies et, en 1941, face sud-est de la Barre des Écrins) et dans le massif du Mont-Blanc (face nord-est du col de la Brenva, traversée aiguille de Roc-Grépon en 1938, éperon nord des Courtes en 1939, éperon Frendo à la face nord de l'aiguille du Midi en 1941). Par la suite, il se lance dans de nombreuses répétitions d'ascensions d'envergure dans le massif du Mont-Blanc et dans le massif des Écrins. Avec Gaston Rébuffat, il a réalisé en 1945 la seconde ascension de l'éperon Walker dans la face nord des Grandes Jorasses.
Sensibilisé aux problèmes de pédagogie en matière de ski et d'alpinisme, il est amené en 1942 à diriger l'École nationale de ski puis en 1944 il est nommé directeur technique de l'École nationale d'alpinisme.
Après la Deuxième Guerre mondiale, Frendo se tourne vers l'importation et la vente de matériel de montagne et fonde sa société en 1946, société qui perdure encore aujourd'hui.
À la suite d'un accident en 1947 dans la traversée des Drus (une avalanche de pierres lui brise un genou), il ne sera que partiellement rétabli et ne continuera la montagne que pour le plaisir. La gêne devenue trop importante, il renonce en 1964 à la haute montagne pour se consacrer à l'exploration sous-marine.

## Chef d'expédition
- 1952 : expédition française au Garwhal-Himalaya
- 1955 : mission française alpine au Japon
- 1957 : expédition française au Hoggar-Tandjet
- 1959 : expédition France-Ethiopie du Ras Dachan
- 1962 : expédition Mexique-Terre de Feu
- 1964 : expédition Kenya